# 比圣雷米
比圣雷米（法語：Bus-Saint-Rémy，法語發音：[by sɛ̃ ʁemi]）是法国厄尔省的一个旧市镇，位于该省东部，属于莱桑德利区。2016年1月1日，比圣雷米和相邻的另外13个市镇合并为新市镇埃普特河畔韦克桑（Vexin-sur-Epte）。

## 地理
比圣雷米（49°8'47"N, 1°37'19"E）面积7.77 平方千米，位于法国诺曼底大区厄尔省，该省份为法国北部内陆省份，北起滨海塞纳省，西接奧恩省和卡爾瓦多斯省，南至厄尔-卢瓦省，东临瓦兹省、瓦兹河谷省和伊夫林省。
与比圣雷米接壤的市镇（或旧市镇、城区）包括：当梅尼勒、富尔日、布赖和吕。

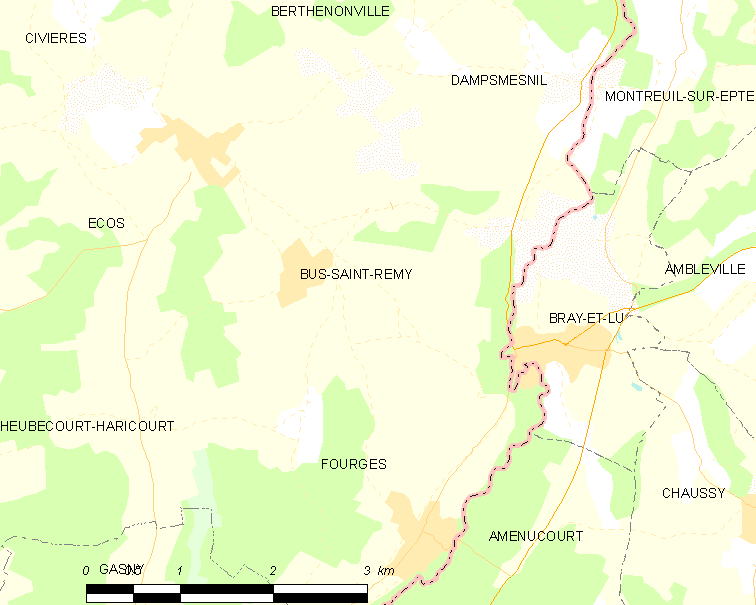
比圣雷米的OSM定位图

比圣雷米的时区为UTC+01:00、UTC+02:00（夏令时）。

## 行政
比圣雷米的邮政编码为27630，INSEE市镇编码为27121。

## 政治
比圣雷米所属的省级选区为莱桑德利县。

## 人口

1962-2008年间比圣雷米人口变化图示

比圣雷米于2018年1月1日时的人口数量为342人。